# سيف هندي
السيوف الهندية هناك عدد من أنواع السيوف التي نشأت في الهند وتم استخدامها طوال تاريخ الحروب.

## ملخص
في شبه القارة الهندية ، تم اكتشاف أحد أقدم سيوف العصر البرونزي المصنوعة من النحاس في فترة حضارة وادي السند. تم العثور على سيوف في الاكتشافات الأثرية في جميع أنحاء منطقة الجانج - جامونا دواب في شبه القارة الهندية، وتتكون من البرونز ولكن الأكثر شيوعًا من النحاس.  تم اكتشاف السيوف أيضًا في فاتحغاره ، حيث توجد عدة أنواع من المقبض.  تم تأريخ هذه السيوف بشكل مختلف إلى ما بين 1700 و1400 قبل الميلاد. تم اكتشاف سيوف أخرى من هذه الفترة في الهند من كالور، رايشور.
بشكل عام، استخدم الهنود بشكل كبير السيوف بيد واحدة من أجل حمل الدرع معهم. ومع ذلك، كان هناك استخدام للسيوف ذات اليدين في الهند، كما هو الحال من قبل شعب النجا في ولاية آسام.
كما تم استخدام السيوف الهندية من قبل العرب، والأوروبيين منذ العصور الوسطى.
لقد أثرت السيوف ثقافيًا على الأيقونات والثقافة في الهند.  يعتبر السيخ السيف مقدسًا وشعار السيخ ( خاندا (رمز السيخ)) يصور سيفًا ذا حدين محاطًا بدائرة وسيفين منحنيين.

## قائمة السيوف الهندية
- أروفال (منجل)
- عاصي (سيف)
- أيودا كاتي (سيف)
- بيتشوا (خنجر)
- فرنجي (سيف)
- جوبتي (خنجر)
- هينجدانج (سيف)
- كتار (خنجر)
- كايامكولام فال (سيف)
- خاندا (سيف)
- كيربان (خنجر)
- كوكري (سكين)
- مالابورام كاثي (خنجر)
- نانداكا (سيف)
- موبلاه (سيف)
- باتا (سيف)
- بيش كابز (سكين)
- بيتشانجاتي (سكين)
- رام داو (سيف)
- تلوار (سيف)
- أورومي (سيف)
- داو (سيف هندي)